# 50 ans de scène
Albums de Tri Yann
La Belle enchantée
(2016) Avec l'Ensemble Vocal Marie Nodier
(2025)
50 ans de scène est le septième (et dernier) album live du groupe Tri Yann sorti le 15 novembre 2019 chez Universal Music France.

## Présentation

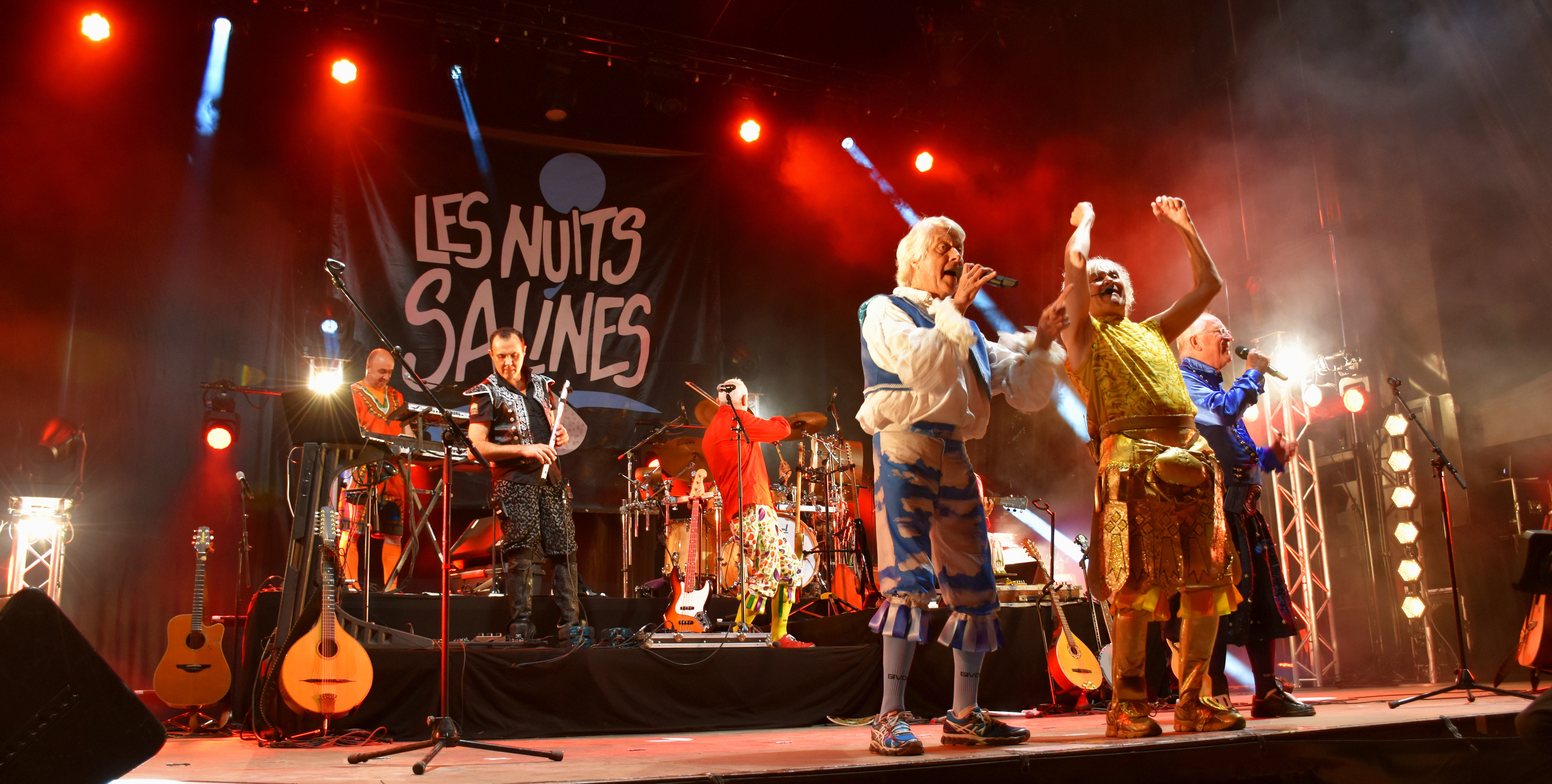
Tri Yann aux « Nuits Salines » 2019.

L'album CD+DVD est enregistré et filmé le 20 juillet 2019 dans le cadre du festival « Les Nuits salines » de Batz-sur-Mer (Loire-Atlantique). Tri Yann ayant annoncé courant 2020 son intention de cesser les tournées de concerts début octobre 2020 (échéance reportée à septembre 2021 pour cause de pandémie de COVID-19), cet album est le dernier enregistrement scénique du groupe. Le concert est dédié à Didier Haye, sonorisateur du groupe récemment disparu.
L'album comporte dix-sept titres sur un CD, mais le coffret comprend aussi un DVD comptant cinq titres supplémentaires : Marie-Jeanne-Gabrielle (de Louis Capart), Fransozig, Les six couleurs du monde, Vivre Johnnie, vivre et Le Retour de la croisade ainsi qu'un livret retraçant les principales étapes de la carrière du groupe.
Une version filmée du concert raccourcie à 1h20 est diffusée sous le titre Le concert des 50 ans le 14 août 2019 par France 3, et le 17 mars 2021 (le jour de la Saint-Patrick) par la (nouvelle) chaîne de télévision française Culturebox.

## Titres
| 1.    | Far Away From Skye (Tri Yann)                                           | 4:00 |
| 2.    | Tri Martolod - gourfenn (Tri Yann - Traditionnel)                       | 3:08 |
| 3.    | Les rives du Loch Lomond (Tri Yann - Traditionnel)                      | 5:34 |
| 4.    | La bonne fam au courti (Tri Yann)                                       | 3:27 |
| 5.    | Chanson de Pelot d'Hennebont (Tri Yann - Traditionnel)                  | 3:32 |
| 6.    | Le soleil est noir (Tri Yann - Traditionnel)                            | 5:55 |
| 7.    | Johnny Monfarleau (La Bolduc)                                           | 2:55 |
| 8.    | Si mort a mors (Tri Yann - Traditionnel)                                | 3:23 |
| 9.    | L'ermite et le connétable (Tri Yann)                                    | 4:45 |
| 10.   | J'ai croisé les Néréides (Tri Yann)                                     | 3:49 |
| 11.   | Kan ar kann (Tri Yann - Traditionnel)                                   | 7:58 |
| 12.   | Divent an dour (Gilles Servat - Traditionnel)                           | 5:35 |
| 13.   | Le chasseur de temps (Tri Yann)                                         | 4:20 |
| 14.   | Dans les prisons de Nantes (Tri Yann - Traditionnel)                    | 3:24 |
| 15.   | Ce sont les filles des Forges (Tri Yann - Traditionnel)                 | 3:13 |
| 16.   | Le loup, le renard, la jument de Michao, etc. (Tri Yann - Traditionnel) | 6:29 |
| 17.   | Je m'en vas (Tri Yann - Traditionnel)                                   | 6:29 |
| 76:36 |                                                                         |      |

## Crédits

### Musiciens
- Jean Chocun : chant, banjo, bouzouki, guitare acoustique, mandoline
- Jean-Paul Corbineau : chant, guitare acoustique
- Jean-Louis Jossic : chant, psaltérion
- Gérard Goron : chant, basse, batterie, guitare électrique, mandoloncelle, percussions
- Jean-Luc Chevalier : basse, guitares acoustique et électrique
- Konan Mevel : cornemuses, percussions, flûtes irlandaises
- Freddy Bourgeois : chant, claviers, mélodica, percussions
- Christophe Peloil : chant, basse, violon

### Équipe technique
- Pascal Mandin : son, mixage et mastering
- Julien Faustino : réalisation vidéo